# Ліпперсдорф-Ердманнсдорф
Ліпперсдорф-Ердманнсдорф (нім. Lippersdorf-Erdmannsdorf) — громада в Німеччині, розташована в землі Тюрингія. Входить до складу району Заале-Гольцланд. Складова частина об'єднання громад Гюгелланд/Телер.
Площа — 9,97 км2. Населення становить 446 ос. (станом на 31 грудня 2021).